# .nl
.nl is het achtervoegsel van Nederlandse domeinnamen. .nl-domeinnamen worden uitgegeven door de Stichting Internet Domeinregistratie Nederland (SIDN), die verantwoordelijk is voor het topleveldomein '.nl'.

## Geschiedenis
Op 25 april 1986 werd het topleveldomein (TLD) .nl overgedragen aan Piet Beertema van het Nederlandse Centrum voor Wiskunde en Informatica (CWI) en werd daarmee het eerste actieve land-domein buiten de Verenigde Staten.
Er bestaan enkele oudere TLD's met een landcode (ook wel country-code-TLD's of ccTLD's). De domeinen .uk, .us en .il hebben een oudere registratiedatum, maar die waren in het begin beperkt beschikbaar of nog niet operationeel voor publiek gebruik. Piet Beertema zegt daarnaast dat Jon Postel hem, in antwoord op zijn aanvraag voor .nl, schreef: "you're the first to register a national top level domain".
Sinds 31 januari 1996 worden .nl-domeinnamen uitgegeven door de Stichting Internet Domeinregistratie Nederland (kortweg: SIDN). Vanaf 1 april 1996 moet een registrar of deelnemer SIDN betalen voor een domeinregistratie, tot die tijd was domeinregistratie gratis. Registrars betalen de SIDN voor het onderhouden van de domeinen op basis van kostendekking en de registrars concurreren onderling.
Sinds 2003 kunnen ook particulieren een .nl-domeinnaam registreren. Als voorloper hiervan werden in 2000 persoonsdomeinnamen geïntroduceerd (zoals jansen.123.nl), maar deze zijn eigenlijk nooit echt populair geworden. In 2008 is SIDN dan ook volledig gestopt met persoonsdomeinnamen. Houders van zo'n domeinnaam kregen een kleine vergoeding als ze meewerkten aan dit proces.
Sinds 28 februari 2008 is het ook mogelijk om numerieke domeinnamen te registreren. Voorheen moest een domeinnaam minimaal één letter bevatten.
De kosten voor een .nl-domein variëren, maar de gemiddelde prijs ligt tussen de 4 en 15 euro per jaar. Soms vraagt een bedrijf ook eenmalige setup- of registratiekosten. Uiteraard hangen de kosten van een domeinnaam vaak ook af van bijkomende services, zoals e-mail of webhosting. Een registrar betaalt op dit moment abonnementskosten per domeinnaamregistratie per kwartaal en een registrarbijdrage aan SIDN. Verder heeft een bedrijf dat domeinnamen registreert ook te maken met kosten voor DNS-servers.
In mei 2015 waren er ongeveer 5,6 miljoen .nl-domeinnamen geregistreerd, waarmee het een van de populairste land-domeinnamen ter wereld is, na .de (Duitsland), .tk (Tokelau), .uk (Verenigd Koninkrijk) en .cn (China).
Volgens SIDN's The.nlyst is het inclusief de gTLD's de 9de TLD, na .com, .de, .net, .tk, .uk, .org, .info en .cn.
De meeste registraties van domeinnamen, zeventig procent, zijn voor zakelijk gebruik. De IT- en reclamebranche zijn de sectoren met de meeste domeinnamen. Uit onderzoek van SIDN bleek in 2006 dat aan 62 procent van de .nl-domeinnamen een website is gekoppeld.

## Technische eisen (en beperkingen)
Om een .nl-domeinnaam te kunnen registreren moeten de volgende eisen en beperkingen in acht worden genomen:
- een .nl-domeinnaam mag alleen letters, cijfers, en het minteken bevatten.
- een minteken mag alleen tussen twee letters en/of cijfers staan.
- een .nl-domeinnaam dient ten minste 2 tekens lang te zijn.
- een .nl-domeinnaam mag maximaal 63 tekens bevatten.

Bron: SIDN
In tegenstelling tot de meeste  topleveldomeinen vereist .nl dat elke nameserver een uniek IP-adres gebruikt. Er moeten minimaal twee naamservers zijn ingesteld, wat betekent dat er minimaal twee verschillende IP-adressen moeten worden gebruikt. Andere TLD's met deze vereiste zijn .ca en .cn.

## Groei
| Jaar | Aantal .nl-domeinen |
| ---- | ------------------- |
| 1996 | 9.614               |
| 1997 | 26.324              |
| 1998 | 56.035              |
| 1999 | 157.000             |
| 2000 | 532.596             |
| 2001 | 682.265             |
| 2002 | 791.043             |
| 2003 | 986.010             |
| 2004 | 1.302.164           |
| 2005 | 1.715.032           |
| 2006 | 2.150.250           |
| 2007 | 2.657.460           |
| 2008 | 3.191.127           |
| 2009 | 3.678.224           |
| 2010 | 4.192.455           |
| 2011 | 4.799.719           |
| 2012 | 5.115.652           |
| 2013 | 5.388.364           |
| 2014 | 5.531.186           |
| 2015 | 5.603.805           |
| 2016 | 5.684.334           |
| 2017 | 5.794.040           |
| 2018 | 5.832.037           |
| 2019 | 5.905.867           |
| 2020 | 6.109.589           |
| 2021 | 6.232.041           |
| 2022 | 6.291.065           |
| 2023 | 6.297.940           |

## Trivia
- De eerste .nl-domeinnaam die werd geregistreerd was cwi.nl (Centrum voor Wiskunde en Informatica) op 1 mei 1986 door Piet Beertema, en is nog steeds in gebruik.[15] Abusievelijk vermeldt SIDN als registratiedatum 30 april. Dat was Koninginnedag en dus een vrije dag voor Beertema.[16]
- Op vrijdag 19 december 2003, kort na vier uur in de middag, werd de miljoenste .nl-domeinnaam (verzeker-online-zelf.nl door De Ruiter Adviseurs) geregistreerd.[17]
- Op donderdag 10 augustus 2006, kort na twee uur in de middag, werd de twee miljoenste .nl-domeinnaam (shop4business.nl door Marcel van der Ark) geregistreerd.[18]
- Op vrijdag 11 juli 2008 werd de drie miljoenste .nl-domeinnaam (vivianlam.nl door Vivian Lam) geregistreerd.[19]
- Op 18 augustus 2010 werd de vier miljoenste .nl-domeinnaam (tomgoesusa.nl door Tom ter Heerdt) geregistreerd.[20]
- Op 30 juli 2012 werd de vijf miljoenste .nl-domeinnaam (mariongerritsen.nl door Marion Gerritsen) geregistreerd.[21]
- Op 18 juni 2020 werd de zes miljoenste .nl-domeinnaam (deyogiclub.nl door Cindy Woesthuis) geregistreerd.[22]
- .nl-domeinnamen zijn de langste met gemiddeld 16 karakters, bij andere TLD's is dat 13.[19]
- De meeste .nl-domeinnaamhouders bevinden zich in Amsterdam, maar een aantal stadsregio’s dat opvallend hoog scoort zijn de universiteitssteden Groningen, Enschede, Nijmegen en Eindhoven.[19]
- In 2008 gebruikte 66% van de houders zijn .nl-domeinnaam voor een persoonlijk e-mailadres.[19]
- Gemiddeld worden er op dit moment (eind 2012) ruim 3.000 .nl-domeinnamen per dag geregistreerd (exclusief opzeggingen).[21]
- De duurste .nl-domeinnaam ooit is vakantie.nl die in 2007 voor 2,5 miljoen euro is verkocht.[19]
- De prijzen van geveilde .nl-domeinnamen stegen in 2008 gemiddeld met 50%, van € 1.000 naar € 1.500.[19]
- De marktaandelen in Nederland: .nl 70%, .com 14% en .eu 9%.[19]
- Het aandeel particuliere .nl-houders was 29% op 1 januari 2007 en 38% in 2011.[19][1]
- De groei van .nl-domeinnamen neemt geleidelijk af. Daarom startte SIDN 10 november 2008 een .nl-campagne in samenwerking met haar registrars.
- Sinds mei 2012 is het ook mogelijk om .nl-domeinnamen te beveiligen met DNSSEC.